# Owhi
Owhi est un chef amérindien du peuple Yakama vivant dans l'actuel État de Washington. Oncle de Kamiakin, il fut tué par les Américains en 1858 alors qu'il tentait de s'enfuir à cheval après avoir été capturé par le colonel George Wright pendant la guerre Yakima.